# جاناتان ولز
جاناتان ولز (انگلیسی: Jonathan Wells؛ زادهٔ ۱۹۴۲ (۸۲–۸۳ سال)) مؤلف اهل ایالات متحده آمریکا است.